# Indotipula mendax
Indotipula mendax är en tvåvingeart som först beskrevs av Alexander 1924.  Indotipula mendax ingår i släktet Indotipula och familjen storharkrankar. Inga underarter finns listade i Catalogue of Life.